# 1492: Conquest of Paradise
1492 콜럼버스는 그리스의 음악가 반젤리스의 음반으로 영화 1492 콜럼버스의 사운드트랙 음반이다.

## 같이 보기
- 독일에서 가장 많이 팔린 음반 목록